# Youssouf Hadji
Youssouf Hadji, född 24 februari 1980 i Ifrane, Marocko, är en marockansk fotbollsspelare som spelar i den franska klubben Nancy i Ligue 1. Han är yngre bror till Mustapha Hadji.